# Мари (Јута)
Мари (енгл. Murray) град је у америчкој савезној држави Јута.

## Демографија
По попису из 2010. године број становника је 46.746, што је 12.722 (37,4%) становника више него 2000. године.
| Група             | 2000.          | 2010.          |
| Белци             | 29.805 (87,6%) | 39.171 (83,8%) |
| Афроамериканци    | 336 (1,0%)     | 783 (1,7%)     |
| Азијати           | 624 (1,8%)     | 1.133 (2,4%)   |
| Хиспаноамериканци | 2.549 (7,5%)   | 4.249 (9,1%)   |
| Укупно            | 34.024         | 46.746         |